# Philippe Desmet
Philippe Desmet (Waregem, 29 november 1958) is een Belgisch voormalig professioneel voetbalspeler die carrière maakte als middenvelder. Hij werd twintig keer geselecteerd voor de Belgische nationale voetbalploeg en veertien keer opgesteld. Desmet speelde op onder meer het WK 1986.

## Clubs
1977-1986: KSV Waregem - 45 doelpunten 

1986-1989: Lille OSC - 27 doelpunten 

1989-1991: KV Kortrijk - 3 doelpunten 

1991: Sporting Charleroi - 1 doelpunt 

1991-1992: Eendracht Aalst 